# 泰拉萨帕多瓦纳
泰拉萨帕多瓦纳（義大利語：Terrassa Padovana），是意大利威尼托大区帕多瓦省的一个市镇。总面积14.72平方公里，人口2531人，人口密度171.9人/平方公里（2009年）。国家统计（ISTAT）代码为028090。